# جوزيف كالييا
جوزيف كالييا (بالإنجليزية: Joseph Calleia)‏ هو كاتب سيناريو ومغني وممثل مالطي وأمريكي، ولد في 4 أغسطس 1897 بالرابات في مالطا، وتوفي في 31 أكتوبر 1975 بسليمة في مالطا بسبب نوبة قلبية.

## أعمال

### أفلام
- (1938) الجزائر
- (1942) كتاب الأدغال
- (1942) لمن تقرع له الأجراس
- (1950) كابتن كراي من الولايات المتحدة
- (1960) آلامو

## وصلات خارجية
- جوزيف كالييا على موقع IMDb (الإنجليزية)
- جوزيف كالييا على موقع الموسوعة البريطانية (الإنجليزية)
- جوزيف كالييا على موقع ألو سيني (الفرنسية)
- جوزيف كالييا على موقع تيرنر كلاسيك موفيز (الإنجليزية)
- جوزيف كالييا على موقع أول موفي (الإنجليزية)
- جوزيف كالييا على موقع قاعدة بيانات برودواي على الإنترنت (الإنجليزية)
- جوزيف كالييا على موقع قاعدة بيانات برودواي على الإنترنت (الإنجليزية)
- جوزيف كالييا على موقع قاعدة بيانات برودواي على الإنترنت (الإنجليزية)
- جوزيف كالييا على موقع قاعدة بيانات برودواي على الإنترنت (الإنجليزية)
- جوزيف كالييا على موقع قاعدة بيانات الأفلام السويدية (السويدية)